# Papua-Kurzkopf-Gleitbeutler
Der Papua-Kurzkopf-Gleitbeutler (Petaurus papuanus), auch Neuguinea-Kurzkopf-Gleithörnchenbeutler genannt, ist eine Art oder Unterart aus der Familie der Gleitbeutler (Petauridae) mit unsicherer systematischer Stellung. Er lebt in tropischen Regenwäldern auf Neuguinea, den Molukken, dem Bismarck-Archipel und den D’Entrecasteaux-Inseln.

## Merkmale
Die von Thomas, dem Autor der Erstbeschreibung, vermessenen Typusexemplare hatten eine Kopf-Rumpf-Länge von 13,8 (♀) bzw. 14,3 (♂) Zentimeter, einen 17,6 (♀) bzw. 18,2 (♂) Zentimeter langen Schwanz, eine Hinterfußlänge von 2,5 Zentimeter und 19,5 bis 21 Millimeter hohe Ohren. Das Fell ist kürzer als beim Kurzkopfgleitbeutler (Petaurus breviceps), die Streifung ist deutlicher ausgeprägt. Die Ohren sind relativ klein, schmal und weniger abgerundet als bei P. breviceps. Nach vorne gelegt, reichen sie nicht bis zu den Augenwinkeln. Das Fell der Unterseite ist gelblich bis orange. Die dortigen Haare haben keine graue Basis. Der gelb-grau gefärbte Schwanz ist an der Basis nicht buschiger als an der schwärzlichen Spitze. Weibchen heben vier Zitzen.

## Lebensraum und Lebensweise

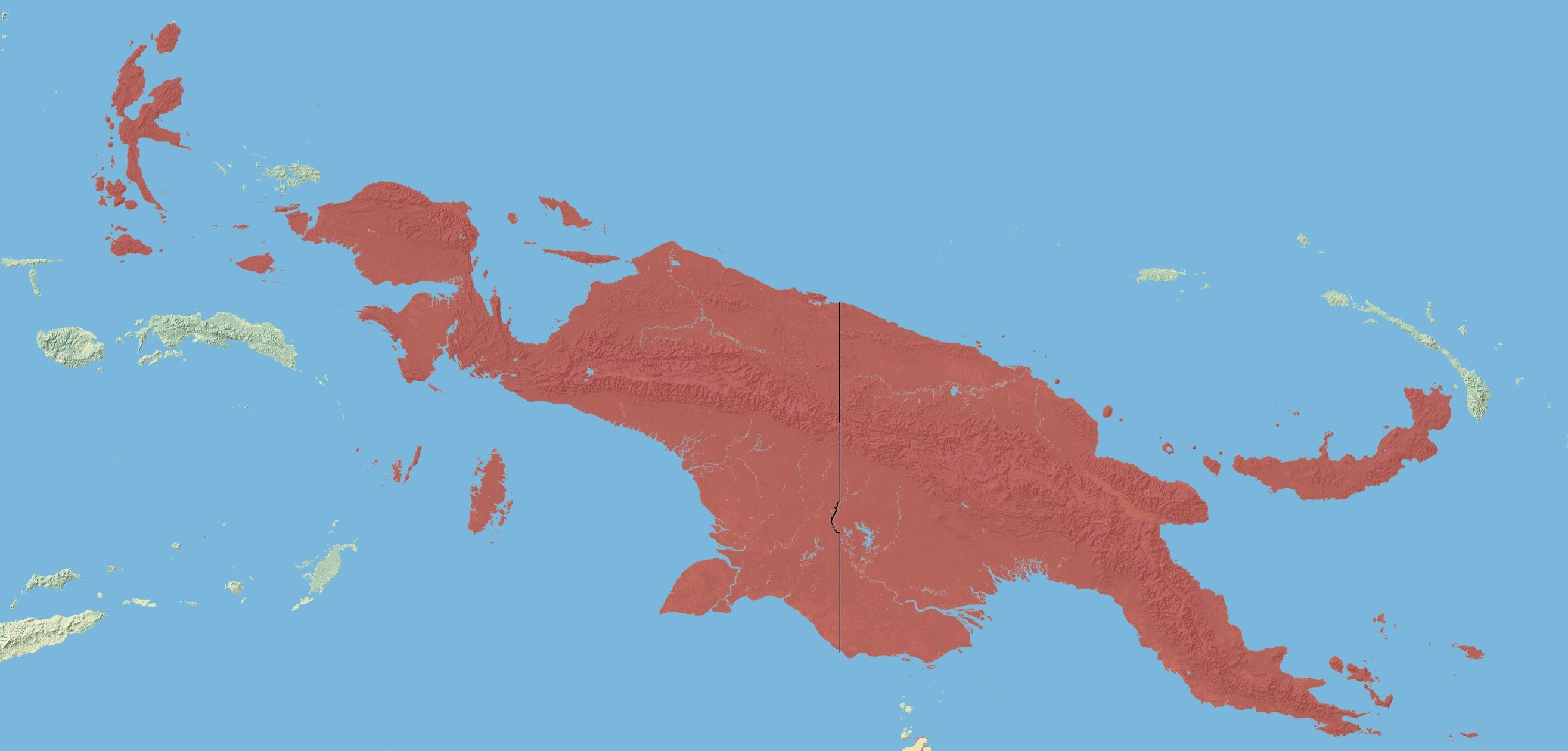
Das Verbreitungsgebiet des Papua-Kurzkopf-Gleitbeutlers

Der Papua-Kurzkopf-Gleitbeutler lebt in feuchten tropischen Regenwäldern und Waldsavannen auf Neuguinea, den Molukkeninseln Halmahera, Bacan und Gebe, auf Yapen und Numfor, auf Neubritannien und den Duke-of-York-Inseln im Bismarck-Archipel und auf den D’Entrecasteaux-Inseln. Die höheren Bereiche der neuguineischen Gebirge werden jedoch gemieden. Papua-Kurzkopf-Gleitbeutler sind vorwiegend nachtaktiv und ernähren sich von Baumsäften, Zuckerrohr, Früchten, z. B. von Feigen, sowie von Insekten und deren Larven.

## Systematik
Der Papua-Kurzkopf-Gleitbeutler wurde 1888 durch den britischen Säugetierkundler Oldfield Thomas als Unterart (Petaurus breviceps var. papuanus) des Kurzkopfgleitbeutlers (P. breviceps) erstmals wissenschaftlich beschrieben. Die in Australien vorkommenden Populationen von Petaurus breviceps wurden 2020 einer Revision unterzogen. Dabei wurde Petaurus breviceps in drei Arten aufgespalten, neben dem Kurzkopfgleitbeutler (P. breviceps) sind das der Nordaustralische Kurzkopf-Gleitbeutler (P. ariel) und der Krefft-Gleithörnchenbeutler (P. notatus). Nur noch die Gleithörnchenbeutler östlich der Great Dividing Range werden Petaurus breviceps zugeordnet, die Gleithörnchenbeutler auf der Kap-York-Halbinsel gehören zu P. notatus. Damit besteht zwischen dem Verbreitungsgebiet von Petaurus breviceps und dem Gebiet des Papua-Kurzkopf-Gleitbeutlers eine Verbreitungslücke, in der aber P. notatus vorkommt. In All the Mammals of the World, einem Nachfolgeband des Handbook of the Mammals of the World, wird der Papua-Kurzkopf-Gleitbeutler deshalb als Unterart von P. notatus geführt. Die American Society of Mammalogists erkennt den Papua-Kurzkopf-Gleitbeutler dagegen als eigenständige Art an. Einer schon 2010 veröffentlichten Studie zufolge trennten sich die Gleithörnchenbeutler von Neuguinea von den australischen Arten schon vor etwa 5,2 Millionen Jahren.